# Glaresis canadensis
Glaresis canadensis är en skalbaggsart som beskrevs av Brown 1928. Glaresis canadensis ingår i släktet Glaresis och familjen Glaresidae. Inga underarter finns listade i Catalogue of Life.